# 坎普嶺
72°3′S 165°12′E / 72.050°S 165.200°E
坎普嶺（英語：Camp Ridge）是南極洲的山嶺，位於維多利亞地的彭內爾海岸，屬於康科德山脈中東石英山脈的一部分，由新西蘭探險隊命名，現時由南極條約體系管理。